# Slawischer Marsch
Der slawische Marsch b-Moll op. 31 des russischen Komponisten Peter I. Tschaikowski, auch unter dem Titel Serbisch-Russischer Marsch bekannt, ist ein programmatischer Konzertmarsch für Orchester mit dem Hintergrund des serbisch-türkischen Krieges von 1876 bis 1878.

## Hintergrund
Das Werk entstand in den letzten Jahren des Unabhängigkeitskrieges der Serben, deren Bestreben von Russland unterstützt wurde, gegen die osmanische Besatzung zu kämpfen. Die von den Türken unterdrückten Serben gewannen in Russland starke Sympathien, welche von humanitären Hilfeleistungen bis zum Eintritt Russlands 1877 in den Krieg auf Seiten der Serben führten. Der Erfolg des Krieges führte 1878 in Berlin zur internationalen Anerkennung des Fürstentums Serbien. Tschaikowski, der wie viele Russen mit den Serben sympathisierte, bezeichnete das Werk im Autographen und in seiner Korrespondenz vor der Publikation als seinen „serbisch-russischen Marsch“. Im Erstdruck erhielt das Werk den Titel Slawischer Marsch, den es seither behalten hat.

## Die Komposition
Der Slawische Marsch schildert in musikalischer Form den Kriegsverlauf. Er ist in vier Abschnitte untergliedert.
Der erste Abschnitt behandelt die Unterdrückung des serbischen Volkes während der osmanischen Besatzung, die mit den Melodien zweier serbischer Volkslieder Du helle Sonne, scheinst nicht (allen) gleich hell (Sunce jarko, ne sijaš jednako/Сунце јарко, не сијаш једнако) und Freudig zieht der Serbe zu den Soldaten (Rado ide Srbin u vojnike/Радо иде Србин у војнике) umschrieben wird, die zunächst in den Bratschen und Fagotten vorgestellt und dann mehrfach bis ins Orchester-Fortissimo ausgebreitet werden.
Im zweiten Abschnitt wird mit einem militärisch anmutigen Thema der Klarinetten, welches sogleich vom gesamten Orchester freudig wiederholt wird, die russische Befreiungsarmee angekündigt, die sich der gemeinsamen Sache annehmen möchten. Die Zarenhymne Bosche, Zarja chrani! von Alexei Fjodorowitsch Lwow erklingt bereits siegessicher in der Tubastimme.
Im dritten Abschnitt, der das Ersuchen der serbischen Bevölkerung um Hilfe darstellt, bricht unerwartet nochmals das Anfangsthema im Fortissimo herein.
Im vierten Abschnitt leiten nun jedoch die Pauken und Klarinetten den endgültigen Sieg der Russen herbei, das Zarenthema erklingt mit voller Wucht im tiefen Blech und die zaristische Pracht wird nochmals durch das Tamtam und freudentaumelnde Schlusstakte gefeiert.
Die Aufführungsdauer des Marschs beträgt circa 10 Minuten.

## Besetzung
2 Piccoloflöten, 2 Flöten, 2 Oboen, 2 Klarinetten (B), 2 Fagotte – 4 Hörner (F), 2 Kornette (B), 2 Trompeten (B), 3 Posaunen, Tuba – Pauken, Kleine Trommel, Becken, Große Trommel, Tamtam – 1. und 2. Violinen, Bratschen, Violoncelli, Kontrabässe

## Uraufführung
Der Marsch entstand im September 1876 als Auftragswerk der Russischen Musikgesellschaft für ein Benefizkonzert zugunsten des Roten Kreuzes. Die Uraufführung am 5. Novemberjul. / 17. November 1876greg. in Moskau unter der Leitung von Nikolai Rubinstein wurde ein grandioser Erfolg, und das Stück musste sogleich wiederholt werden.

## Bearbeitungen
Der Marsch liegt in einer Transkription für Klavier zweihändig von Tschaikowski selber vor, die wohl noch 1876 entstand und 1879 im Druck erschien. Es existieren ferner Bearbeitungen für Klavier vierhändig von Aleksandra Ivanovna Batalina, für zwei Klaviere achthändig von Eduard Langer sowie für Blasorchester von Albert Kleinecke.
Da zu Zeiten der Sowjetunion das Abspielen der Zarenhymne verboten war, wurde bei Aufführungen des Slawischen Marsches an den entsprechenden Zitatstellen ersatzweise eine Melodie von Michail Glinka eingefügt.

## Aufnahmen auf Tonträger
- Claudio Abbado mit den Berliner Philharmonikern
- Adrian Boult mit dem London Philharmonic Orchestra
- Antal Doráti mit dem Detroit Symphony Orchestra
- Charles Dutoit mit dem Montreal Symphony Orchestra
- Herbert von Karajan mit den Berliner Philharmonikern
- Bernard Haitink mit dem Concertgebouw Orchestra
- Lorin Maazel mit den Wiener Philharmonikern
- Fritz Reiner mit dem Chicago Symphony Orchestra
- Leonard Slatkin mit dem Saint Louis Symphony Orchestra
- Leopold Stokowski mit dem London Symphony Orchestra
- Neeme Järvi mit den Göteborger Symphonikern
- Leonard Bernstein mit dem Israel Philharmonic Orchestra
- Eugene Ormandy mit dem Philadelphia Orchestra

## Adaptionen
Der slawische Marsch wurde 1985 in der Anfangssequenz des Titelliedes des Albums Metal Heart der deutschen Heavy-Metal-Band Accept adaptiert.